# Galway United FC
El Galway United F.C. - Cumann Peile Gaillimh Aontaithe en irlandès - és un club de futbol irlandès de la ciutat de Galway. El club va ser fundat el 1937 com a Galway Rovers. Es va desfer el 1940, essent refundat el 1942. Fou admès a la Lliga d'Irlanda el 1977 i canvià el seu nom pel de Galway United el 1981.

## Palmarès
- Copa irlandesa de futbol: 1
  - 1991
- Copa de la Lliga irlandesa de futbol: 2
  - 1985-86, 1996-97
- First Division: 1
  - 1992-93
- League of Ireland First Division Shield: 2
  - 1992-93, 1996-97

## Jugadors destacats
- Eamon Deacy
- Frank Worthington
- Seamus McDonagh